# Callistocythere elegans
Espèce
Synonymes
Cythere elegans Mueller, 1894
Callistocythere elegans est une espèce de crustacés de la classe des ostracodes, de la sous-classe des Podocopa, de l'ordre des Podocopida, du sous-ordre des Cypridocopina et de la famille des Leptocytheridae. Elle est trouvée dans la Baie de Naples, en Italie.